# Síndic de Greuges de Catalunya
El Síndic de Greuges de Catalunya és una institució de la Generalitat de Catalunya que supervisa les activitats quotidianes de l'administració local i de la Generalitat, inclosos els serveis públics que presten, per a defensar els drets fonamentals i les llibertats de la ciutadania reconeguts en l'Estatut, la Constitució i les lleis que els desenvolupen.
Atén les consultes i queixes de les persones que creuen haver rebut un tracte inadequat per part de l'administració, de manera gratuïta i confidencial. A tal efecte, investiga les seves actuacions i determina si n'aprecia la vulneració d'algun dret o llibertat. En cas afirmatiu, proposa recomanacions a l'administració perquè rectifiqui.
Dintre d'un procediment d'investigació, pot proposar fórmules de conciliació, de mediació o de composició de controvèrsies que facilitin la resolució del procediment. També pot actuar per iniciativa pròpia quan coneix activitats que poden haver vulnerat drets o llibertats.
La seva activitat és autònoma i complementària al control parlamentari i judicial. Tanmateix, està comissionat pel Parlament de Catalunya, qui elegeix el síndic o síndica i a qui presenta un informe anual. També, s'absté d'intervertir en qüestions que tenen un procediment judicial obert.
La figura del Síndic té precedents històrics en les assemblees de pau i treva del s. XI així com en els provisors de greuges de l'edat mitjana. La síndica actual de Catalunya des del juny de 2022 és Esther Giménez-Salinas.

## Història

### Precedents

#### Assemblees de pau i treva
Durant l'onada de lluites i enfrontaments socials que va patir Europa occidental poc abans de l'any 1000, es va crear al poble de Toluges al Rosselló, la institució de la pau de Déu que pretenia oferir refugi a les persones indefenses. Aviat, aquesta institució es va estendre a la resta de Catalunya. Paral·lelament, es va estendre també la treva de Déu que establia la prohibició de lluitar els dies festius i en determinats períodes de l'any litúrgic.
L'any 1027, sota l'impuls de l'abat Oliba del Monestir de Ripoll, es van consolidar aquestes mesures protectores mitjançant la promulgació d'una Constitució de Pau i treva, la primera de les que es van aprovar a Catalunya a les dècades següents. Les assemblees que aprovaven aquestes constitucions —les assemblees de pau i treva— es van atribuir, amb el suport de l'autoritat del comte, el dret d'imposar penes materials a qui no respectés les constitucions. Així, es limitava el poder dels senyors i es castigava els culpables d'accions contra les persones. Constituïen, doncs, un sistema de control dels excessos de les autoritats, raó per la qual s'acostuma a considerar les assemblees de pau i treva com un primer antecedent de l'actual institució del Síndic de Greuges.

#### Elsgreuges
Més tard, quan van aparèixer les Corts Catalanes, la satisfacció de les reclamacions o les queixes dels habitants del país —els greuges— es va convertir progressivament en un punt cabdal de les reunions de Corts. Hi havia un greuge de cort quan algun poblador de Catalunya havia estat lesionat o perjudicat pel rei o pels seus oficials, fins i tot quan aquests havien actuat en exercici de la funció judicial. El concepte es va anar ampliant de manera que, amb el temps, gairebé qualsevol lesió es podia considerar greuge, sempre que pogués trobar base en alguna transgressió d'un dret o d'un compromís adquirit pel monarca.
Els greuges generals —els que afectaven el bé comú de tot el Principat— havien de ser atesos pel conjunt de la cort per mitjà de modificacions legislatives d'acord amb el rei. D'altra banda, es consideraven greuges particulars els que no afectaven l'interès general i podien ser presentats per persones particulars o per les corporacions municipals o d'altres. El rei resolia aquests greuges particulars durant la reunió de cort, bé directament o bé encarregant a un jutge que proposés una solució al Consell Reial.

#### Els provisors de greuges
A la Cort General de Perpinyà, l'any 1350, durant el regnat de Pere el Cerimoniós, es presenta per primera vegada al rei un memorial de greuges de forma unitària i articulada. Però va ser el rei Martí l'Humà qui, l'any 1409, va institucionalitzar un procediment de satisfacció de greuges, amb la creació d'una comissió paritària formada per nou delegats del rei i nou dels estaments o braços de cort. Aquests delegats s'anomenaven jutges de greuges o provisors de greuges. Jutjaven cada cas col·legiadament i la seva sentència s'incorporava com un acte o juí de cort, tot i que sovint s'emetia molts mesos després.
A partir de l'any 1419, la comissió va estar formada només per nou provisors, tres nomenats pel rei i dos més per cada un dels tres estaments: eclesiàstic, nobiliari i ciutadà. En aquella època els representants de l'estament ciutadà rebien sovint el nom de síndics. Per tant, dos dels síndics eren escollits pels seus companys com a provisors de greuges per formar part de la comissió. En aquest sentit, es pot dir que a l'edat mitjana ja hi va haver uns "síndics de greuges". La seva missió no era idèntica a la de l'actual Síndic de Greuges, ja que actuaven de manera col·legiada i dictaven sentències. Tanmateix, hi ha similituds importants que van fonamentar la recuperació d'aquest nom per a la institució moderna. Els ciutadans presentaven les seves queixes al conjunt de l'estament ciutadà, que n'incorporava moltes al memorial de greuges que es presentava al rei i que havia de resoldre la comissió. En aquesta, els dos síndics provisors de greuges defensaven habitualment els interessos dels ciutadans que havien presentat la seva queixa i, en aquest sentit, es poden considerar un antecedent de l'actual institució del Síndic de Greuges. Com assenyala el professor Font Rius, totes dues institucions comparteixen el principi comú de l'autoresponsabilització del poder públic i les administracions per les infraccions comeses en perjudici dels particulars.
La institució del provisor de greuges, fundada pel rei Martí l'Humà l'any 1409, va desaparèixer l'any 1716 amb el Decret de Nova Planta, com la resta de les institucions públiques catalanes. Per simbolitzar-ne la recuperació, l'any 1984 el Síndic de Greuges va agafar com a emblema de la nova institució l'escut del rei Martí l'Humà.

### Creació
En arribar la democràcia, al Congrés de Cultura Catalana de 1977, es va proposar el nom de Síndic de Greuges per a un comissionat parlamentari encarregat de defensar els drets dels ciutadans i de fiscalitzar l'Administració. La Comissió dels Vint va preveure la creació d'un Síndic de Greuges, amb l'objectiu de defensar els drets de la ciutadania i supervisar l'actuació de l'Administració de la Generalitat. Una figura similar a l'ombudsman suec, que tenia el seu equivalent al Defensor del Poble espanyol, i una tradició europea amb molts precedents. En la sessió de debat de l'avantprojecte de l'Estatut de Sau, tots els grups van aprovar favorablement a aquesta institució, llevat d'ERC que es va abstenir.

L'Estatut d'Autonomia de Catalunya de 1979 va aprovar-se amb la figura del Síndic de Greuges, que seria elegit pel Parlament de Catalunya, i tindria la funció de «defensa dels drets fonamentals i les llibertats públiques dels ciutadans», a efectes de la qual podria supervisar les activitats de l’Administració de la Generalitat. El 20 de març de 1984 el Parlament va aprovar la llei reguladora de la nova institució, en la qual s'hi va incorporar també la supervisió de l'Administració local de Catalunya. L'any 1989 es va modificar la Llei per habilitar el Síndic de Greuges a designar un segon adjunt amb l'encàrrec de defensar els drets dels infants.

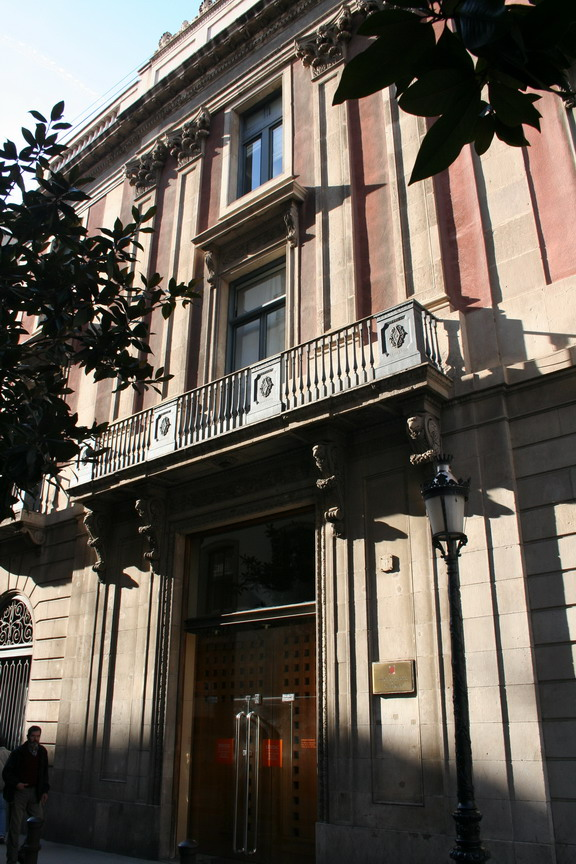
Fins al 2008, la seu de la sindicatura de Greuges va ser el palau dels marquesos d'Àlfarràs, a Barcelona.

### Ampliació de competències
El juliol de 2006 es va aprovar el nou Estatut d'Autonomia de Catalunya, que va renovar i reforçar la institució del Síndic i li va atorgar més competències. A partir d'aquest moment, el Síndic supervisa, a més de l'activitat de l'Administració de la Generalitat, la dels organismes públics o privats vinculats, que gestionen serveis públics o acompleixen activitats d'interès general i les persones amb un vincle contractual amb l'Administració de la Generalitat i amb les entitats públiques que en depenen. A més de supervisar l'activitat de les administracions locals, incorpora la dels organismes públics o privats vinculats. Com a novetat, el síndic també pot sol·licitar un dictamen al Consell de Garanties Estatutàries sobre lleis que se sotmeten a debat i aprovació del Parlament, quan regulen drets reconeguts a l'Estatut.
El desembre de 2009, i en compliment de l'EAC, s'aprovava la nova llei del Síndic de Greuges, com a llei de desplegament bàsic de l'Estatut, segons estableix l'article 62.2 de l'Estatut d'Autonomia. Aquesta destaca per reforçar els mecanismes d'investigació, en permetre al Síndic accedir a les dependències administratives, així com obligar les administracions a facilitar la informació. També inclou nous mecanismes de garantia davant la manca de col·laboració o obstaculització per part de les administracions. En aquest sentit, el Síndic de Greuges pot convocar les persones responsables per fer un examen conjunt de l'expedient, informar la Comissió del Síndic de Greuges del Parlament per si ho considera necessari cridar a comparèixer els responsables, o presentar-se a les dependències per examinar directament els expedients.

#### Autoritat Catalana per a la Prevenció de la Tortura i d'altres Tractes o Penes Cruels, Inhumans o Degradants
El títol I de la Llei del Síndic estableix la doble finalitat de la norma: regular la figura del Síndic de Greuges d'acord amb les previsions de l'Estatut d'autonomia i designar el Síndic de Greuges com a mecanisme de prevenció de la tortura i dels tractes o penes cruels, inhumans o degradants, previst en el Protocol facultatiu de la Convenció de Nacions Unides.

### Sentències sobre la constitucionalitat
El Tribunal Constitucional d'Espanya es va pronunciar sobre la constitucionalitat del Síndic de Greuges respecte tres preceptes de l'Estatut d'Autonomia de Catalunya de 2006 durant el 2010, en les sentències 31/2010 i 137/2010. En resposta al recurs d'inconstitucionalitat presentat pel Partit Popular el 2006 (Sentència de l'Estatut de Catalunya), el TC va declarar nul i inconstitucional l'exclusivitat del Síndic de Greuges sobre la supervisió de l'activitat de l'administració de la Generalitat. El tribunal va considerar que l'article 54 de la Constitució Espanyola, que estableix la facultat del Defensor del Poble espanyol de supervisar l'activitat de «l'Administració», inclou totes les administracions, ja siguin estatals, autonòmiques o locals. Una interpretació que ja va ser avançada pel Consell Consultiu de la Generalitat en el seu pronunciament sobre la constitucionalitat de la Proposta de reforma de l'Estatut.
Per la seva banda, el Parlament de Catalunya i el Govern de Catalunya, durant el judici, van defensar una interpretació alternativa sobre la constitucionalitat del precepte. Consideraven que l'àmbit d'actuació del Defensor del Poble podria limitar-se a l'administració de l'Estat en les comunitats autònomes en què existís una institució equivalent autonòmica, tenint en compte el principi autonòmic de l'article 2 de la Constitució. També es va argumentar que incrementaria l'eficàcia de la institució en ser l'única d'aquest tipus que controlaria l'Administració de la Generalitat i informaria dels resultats de les investigacions al Parlament de Catalunya.
Pel que fa al recurs d'inconstitucionalitat presentat pel Defensor del Poble espanyol, el Tribunal Constitucional va declarar constitucional el precepte de l'Estatut que reconeix la col·laboració entre el Síndic de Greuges i el Defensor del Poble. Així mateix, va desestimar la impugnació del Defensor del Poble sobre la competència del Síndic de Greuges de supervisar l'activitat de l'Administració local de Catalunya.

## Síndics de Greuges de Catalunya
El Síndic de Greuges s'elegeix al Parlament de Catalunya per majoria de tres cinquenes parts dels seus membres. És independent, inviolable per les seves opinions en l'exercici de les seves funcions i inamovible, només pot ser destituït i suspès per una sentència d'inhabilitació o incapacitació, per una condemna de delicte dolós o per negligència amb una votació al Parlament que aconsegueixi una majoria de tres cinquenes parts. La durada del càrrec es va establir a cinc anys en la llei de 1984, amb possibilitat de reelecció.
Frederic Rahola i d'Espona va ser el primer Síndic de Greuges de Catalunya, des del 1984 fins al 1993. Va ser reelegit una vegada, el 1989. Anton Cañellas i Balcells va entrar com a síndic durant el 1993 i el 2004. Reelegit el 1998, i mantingut en funcions des de 2003 fins a 2004. Durant el seu mandat va impulsar la projecció internacional de la institució i va potenciar els síndics de greuges regionals, així com la cooperació amb la zona dels Balcans i la defensa dels drets de la infància.
Rafael Ribó i Massó va ser elegit síndic el 2004, a proposta del tripartit i amb l'abstenció de CiU, i va seguir en el càrrec fins al 2022. La llei de 2009, va modificar la durada del càrrec a nou anys, amb possibilitat de reelecció, però no pas de manera consecutiva. Ribó va ser reelegit una vegada, el 2010, i es va mantenir en funcions entre el 2019 i el 2022.
A partir de 2022, el càrrec es va establir per un període de sis anys sense possibilitat de reelecció. Esther Giménez-Salinas i Colomer, va ser la primera dona al cap davant de la institució, escollida pel PSC, ERC i JxCat el juny de 2022, amb la resta de grups parlamentaris en contra tot i reconèixer la seva vàlua.

### Adjunts
El càrrec d'Adjunt assisteix el síndic o síndica de greuges en l'exercici del càrrec, i n'assumeix les funcions que li delegui, incloses les relatives al govern de la institució. És una persona elegida pel Síndic de Greuges que obté la seva confiança i la de la Comissió del Síndic de Greuges del Parlament de Catalunya.
- Jaume Giné i Daví (1984-1987)[32][33]
- Elies Rogent i Albiol (1988 - 1993)[34][35][36]
- Enric Ricard Bartlett i Castellà (1993 -1998)[37]
- Enric R. Bartlett i Castellà (1998 - 2004)[38]
- Laura Díez Bueso (2004-2010)[39][40]
- Jordi Sànchez i Picanyol (2010 - 2015)[41]
- Jaume Saura Estapà (2015 -2025)[42][43]
- Jordi Palou-Loverdos (2025-)[44]

### Adjunt per a la defensa dels drets dels infants
El càrrec d'Adjunt per a la defensa dels drets dels infants assisteix el síndic o síndica en les funcions d'investigació que per a la resolució d'una queixa o d'un expedient sobre els drets dels infants establerts per la Convenció de les Nacions Unides sobre els drets de l'infant i per la legislació sobre la infància i l'adolescència. Aquest càrrec es va crear el 1989 per tal de fer efectiva la protecció dels infants a Catalunya, en línia amb les conclusions del Dictamen de la Comissió d'Investigació sobre els Maltractaments Infligits als Menors de 1987, la Resolució 37/I del Parlament sobre els Drets de la Infància i les Recomanacions del Consell d'Europa, en especial la del 13 de setembre de 1979. També havia sigut una figura reivindicada reiteradament per part dels grups parlamentaris durant les presentacions anuals de l'Informe del Síndic de Greuges al Parlament. Aquesta és elegida pel Síndic de Greuges i ratificada per la Comissió del Síndic de Greuges del Parlament de Catalunya.
- Jordi Cots i Moner (1997-2004)[45][46][47]
- Jaume Funes Artiaga (2004-2006)[48][49]
- Xavier Bonal Sarró (2006-2010)[50][51]
- Maria Jesús Larios Paterna (2010 -2023)[52][53]
- Aida Covadonga Rodríguez Giménez (2023-)[54]